# Slovénie aux Jeux olympiques d'hiver de 2010
Cet article contient des informations sur la participation et les résultats de la Slovénie aux Jeux olympiques d'hiver de 2010 à Vancouver au Canada. La Slovénie était représentée par 49 athlètes dans 10 sports.

## Cérémonies d'ouverture et de clôture

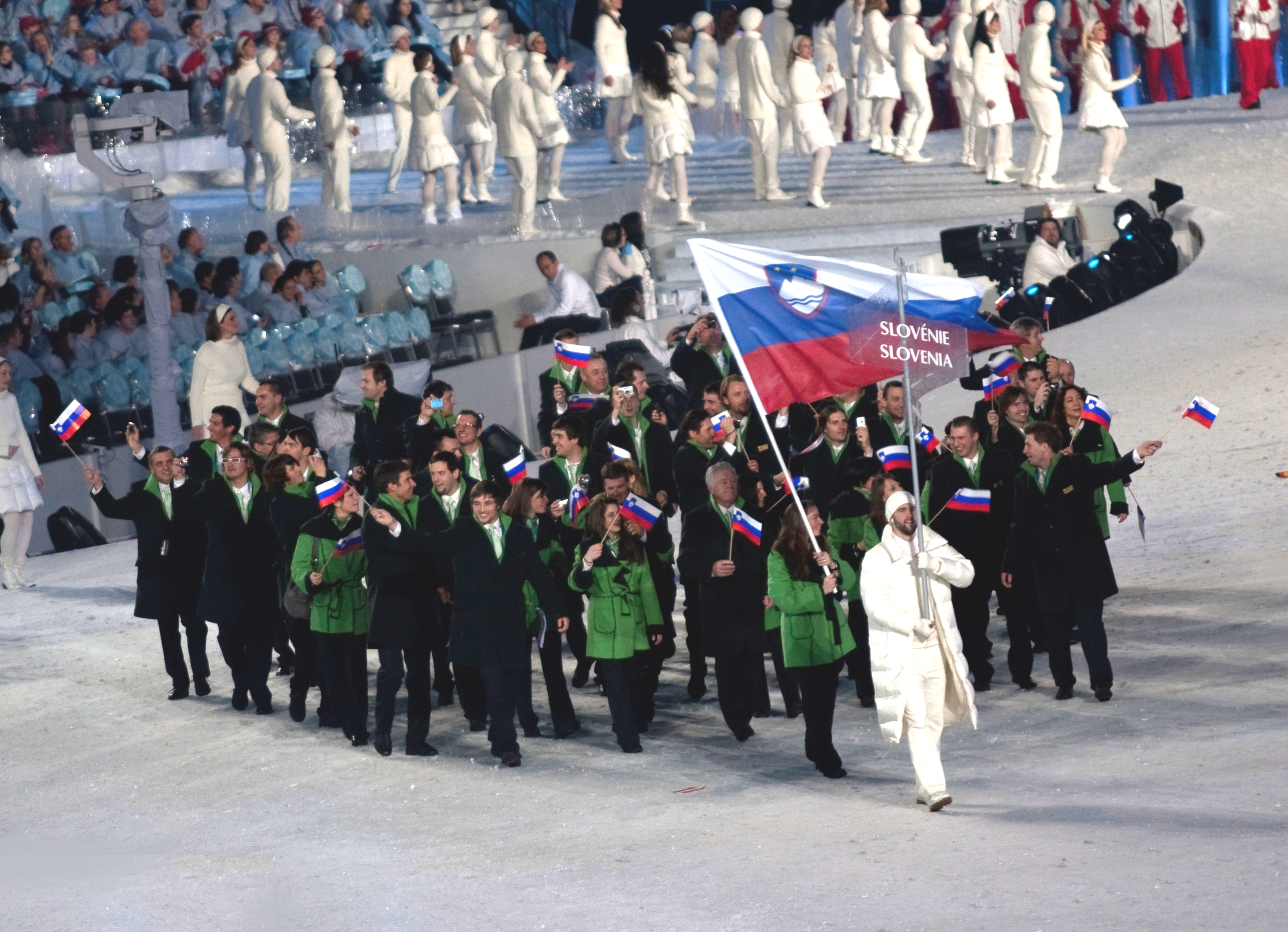
Entrée de la délégation slovène lors de la cérémonie d'ouverture.

Comme cela est de coutume, la Grèce, berceau des Jeux olympiques, ouvre le défilé des nations, tandis que le Canada, en tant que pays organisateur, ferme la marche. Les autres pays défilent par ordre alphabétique. La Slovénie est la 71e des 82 délégations à entrer dans le BC Place Stadium de Vancouver au cours du défilé des nations durant la cérémonie d'ouverture, après la Slovaquie et avant l'Afrique du Sud. Cette cérémonie est dédiée au lugeur géorgien Nodar Kumaritashvili, mort la veille après une sortie de piste durant un entraînement. Le porte-drapeau du pays est la skieuse alpine Tina Maze.
Lors de la cérémonie de clôture qui se déroule également au BC Place Stadium, les porte-drapeaux des différentes délégations entrent ensemble dans le stade olympique et forment un cercle autour du chaudron abritant la flamme olympique. Le drapeau slovène est alors porté par Mitja Valenčič, skieur alpin spécialiste du slalom.

## Médailles
- Liste des vainqueurs d'une médaille (par ordre chronologique)

### Or
| Sport              | Discipline | Sportifs | Performance |
| Médailles d'or : 0 |            |          |             |

### Argent
| Sport                  | Discipline          | Sportifs  | Performance |
| Médailles d'argent : 2 |                     |           |             |
| Ski alpin              | Super-G femmes      | Tina Maze | 1:20.63     |
| Ski alpin              | Slalom géant femmes | Tina Maze | 2:27.15     |

### Bronze
| Sport                   | Discipline    | Sportifs     | Performance |
| Médailles de bronze : 1 |               |              |             |
| Ski de fond             | Sprint femmes | Petra Majdic | 3:41.0      |

## Épreuves

### Biathlon
- Klemen Bauer
- Peter Dokl
- Janez Marič
- Vasja Rupnik

- Tadeja Brankovič-Likozar
- Teja Gregorin
- Andreja Mali
- Dijana Ravnikar

### Combiné Nordique
- Gašper Berlot
- Mitja Oranič

### Luge
- Domen Pocieka

### Patinage artistique
- Teodora Poštič
- Gregor Urbas

### Saut à skis
- Jernej Damjan
- Robert Kranjec
- Mitja Mežnar
- Primož Pikl
- Peter Prevc

### Skeleton
- Anže Šetina

### Ski acrobatique
- Saša Farič
- Filip Flisar
- Nina Bednarik

### Ski alpin
- Mitja Dragšič
- Aleš Gorza
- Janez Jazbec
- Andrej Jerman
- Andrej Križaj
- Rok Perko
- Andrej Šporn
- Bernard Vajdič
- Mitja Valenčič
- Matic Skube

- Ana Drev
- Maruša Ferk
- Tina Maze  (Super-G),  (Slalom géant)

### Ski de fond
- Anja Erzen
- Vesna Fabjan
- Barbara Jezeršek
- Petra Majdič
- Katja Višnar
- Bostjan Klavzar
- Mirjam Soklic

### Snowboard
- Rok Flander
- Žan Košir
- Glorija Kotnik
- Rok Marguc
- Rok Rogel
- Cilka Sadar
- Izidor Šušteršič

## Diffusion des Jeux en Slovénie
Les Slovènes peuvent suivre les épreuves olympiques en regardant la chaîne RTV2 du groupe public Radiotelevizija Slovenija (RTV), ainsi que sur le câble et le satellite sur Eurosport. RTV, Eurosport et Eurovision permettent d'assurer la couverture médiatique slovène sur Internet.